# Troubtchevsk
Troubtchevsk (en russe : Трубчевск) est une ville de l'oblast de Briansk, en Russie, et le centre administratif du raïon de Troubtchevsk. Sa population s'élevait à 13 613 habitants en 2020.

## Géographie
Troubtchevsk est arrosée par la rivière Desna, un affluent du Dniepr. Elle se trouve à 84 km — 89 km par la route — au sud de Briansk et à 433 km au sud-ouest de Moscou.

## Histoire
Troubtchevsk est mentionnée pour la première fois sous le nom de Troubetsk dans des manuscrits slaves relatant les événements de 1164 et 1183, bien que les autorités locales font remonter sa fondation à l'année 975. Au cours de cette période, elle est orthographiée Трубечь (Troubetch), Трубецк (Troubetsk), Трубческ (Troubtchesk) ou Трубежск (Troubejsk).
À l'origine, centre mineur de Sévérie, Troubtchevsk a ses propres princes tout au long du Moyen Âge, en 1164-1196, 1202-1211, 1212-1240, 1378-1399, et enfin en 1462-1503. La dernière dynastie s'installe à Moscou, où ils sont connus sous le nom de princes Troubetskoï. Entre 1609 et 1644, la ville est sous la domination de la république des Deux Nations polono-lituanienne, son nom étant orthographié Trubczewsk.
Pendant la Seconde Guerre mondiale, Troubtchevsk fut occupée par l'Allemagne nazie du 9 octobre 1941 au 18 septembre 1943. Depuis 1944, elle fait partie de l'oblast de Briansk.

## Population
Recensements ou estimations de la population :
| 1856  | 1897* | 1913  | 1926*  | 1939* | 1959* | 1970*  |
| ----- | ----- | ----- | ------ | ----- | ----- | ------ |
| 4 000 | 7 416 | 8 500 | 11 053 | 8 300 | 9 605 | 12 079 |

| 1979*  | 1989*  | 2002*  | 2010*  | 2013   | 2014   | 2015   |
| ------ | ------ | ------ | ------ | ------ | ------ | ------ |
| 14 410 | 16 301 | 16 342 | 15 014 | 14 472 | 14 073 | 13 921 |

| 2016   | 2017   | 2018   | 2019   | 2020   | - | - |
| ------ | ------ | ------ | ------ | ------ | - | - |
| 13 802 | 13 696 | 14 001 | 13 695 | 13 613 | - | - |

## Économie
La région de Troubtchevsk cultive des pommes de terre, des légumes, du blé, du seigle, de l'orge, de l'avoine, du sarrasin, du chanvre, du lin. On élève des chevaux, des bovins, des porcs, des moutons. 
L'industrie de Troubtchevsk repose d'abord sur la transformation des produits agricoles. Elle compte également une usine d'électronique (AO Neroussa). 